# Engenharia hospitalar
A engenharia hospitalar é área da engenharia que aplica conhecimentos teóricos e práticos para manter infraestrutura hospitalar operando de maneira segura. Atua com sistemas de climatização, energia elétrica, gases medicinais, elevadores, sistemas de osmose reversa, sistemas de comunicação paciente enfermeira, sistemas de telefonia, água quente, vapor, água gelada, etc. são equipamentos objeto dos profissionais desta área.
A engenharia clínica atua em conjunto com a engenharia hospitalar, uma vez que os equipamentos médicos precisam de infraestrutura para funcionar corretamente.
Hospital Engineering Handbook - American Hospital Association